# Masacre de Carandiru
La masacre de Carandiru (nombre con el cual fue popularizada en los medios locales) ocurrió el 2 de octubre de 1992 en la Penitenciaría de Carandiru (Casa de Detenção de São Paulo) cuando tras una rebelión dentro del centro penitenciario mueren asesinados 111 reclusos por parte de la Policía Militar del Estado de São Paulo. Es considerada como la violación de derechos humanos más grande conocida en la historia carcelaria de Brasil.

## Historia
La masacre fue causada por un motín de prisioneros que sucedió en el pabellón 9 de la penitenciaría. Se hicieron pocos o ningún esfuerzo en negociar con los reclusos antes de que la Policía Militar, al mando del Coronel Ubiratan Guimarães, ingresara a las instalaciones puesto que el motín no pudo ser controlado por parte de los guardias de la prisión. El recuento de víctimas fue de 111, de los cuales 102 fueron por disparos de la Policía Militar y 9 debidos a apuñalamientos infligidos por otros reclusos antes de que llegara la Policía. No murió ninguno de los 68 oficiales de policía. Los sobrevivientes afirman que la policía también disparó a los reclusos que ya se habían rendido y a los que intentaban esconderse dentro de sus celdas, por lo que es posible que el número de muertos fuera superior al que fue divulgado. La fiscalía del juicio contra el coronel Guimarães calificó la intervención como "desastrosa y mal preparada".
La prisión de Carandiru fue demolida el 9 de diciembre de 2002, poco después de grabarse en su interior una película que reconstruía los hechos de la masacre.

## Juicio y muerte del coronel Guimarães
En junio de 2001, el coronel Guimarães fue inicialmente condenado a 632 años de prisión por 102 de las 111 muertes en la masacre (seis años por cada homicidio y veinte años por cinco tentativas de homicidio). Al año siguiente, fue elegido como diputado estatal de São Paulo después de dictada la sentencia condenatoria, durante el trámite de la apelación de dicha sentencia. Por tal motivo, la apelación fue realizada el 15 de febrero de 2006 por la Junta Especial del Tribunal de Justicia, es decir, por los 25 magistrados más antiguos del estado de São Paulo. La junta reconoció por veinte votos contra dos que la sentencia condenatoria dictada por el jurado contenía un error, y aceptaron el argumento de que sólo estaba siguiendo órdenes. Esta revisión terminó por absolver al demandado, lo cual causó indignación en varios grupos de derechos humanos que acusaron el hecho de ser un "paso atrás" de la justicia brasileña.
El 10 de septiembre de 2006, el coronel Guimarães fue asesinado en un crimen sin aparente conexión con la masacre. En la pared del edificio donde vivía fue pintado con aerosol "aquí se hace, aquí se paga", lo cual hacía referencia a la masacre de Carandiru.

## Fundación del Primer Comando Capital
La masacre causó indignación entre los detenidos de otras prisiones, que al parecer decidieron formar el Primer Comando Capital (PCC) al año siguiente del evento. Una de las declaraciones iniciales del grupo era que tenían la intención de "combatir la opresión dentro del sistema penitenciario de São Paulo" y "vengar la muerte de ciento once prisioneros". Se cree que este grupo es responsable de la muerte de José Ismael Pedrosa, director de la prisión en la época de la masacre. Sin embargo, este supuesto origen del PCC, uno de los principales grupos del crimen organizado en Brasil, es bastante cuestionado, debido a que no hay evidencia clara de que existe alguna conexión entre la facción criminal y la masacre de los prisioneros.